# Takumi Ito (Fußballspieler, Februar 2000)
Takumi Ito (japanisch 伊藤 匠; * 3. Februar 2000 in Tamuning) ist ein guamischer Fußballspieler.

## Karriere

### Verein
Takumi Ito stand von Juli 2016 bis Juni 2017 beim Erstligisten Rovers FC unter Vertrag. Am Ende der Saison 2016/17 feierte er mit dem Verein die Meisterschaft. Von Juli 2017 bis Dezember 2021 stand er beim Ligakonkurrenten Islanders FC unter Vertrag. Im Januar 2022 ging er nach Laos. Hier unterschrieb er in Vientiane einen Vertrag beim Erstligisten Ezra FC. Bei dem Hauptstadtverein stand er bis Juli 2023 unter Vertrag. Für Ezra bestritt er 21 Erstligaspiele. Wo er von August 2023 bis Juni 2024 unter Vertrag stand, ist unbekannt. Am 1. Juli 2024 nahm ihn sein ehemaliger Verein Ezra FC aus Laos wieder unter Vertrag. Auch dort gewann er in der Spielzeit 2024/25 die nationale Meisterschaft.

### Nationalmannschaft
Takumi Ito gab sein Debüt in der Nationalmannschaft von Guam am 12. Oktober 2021 im Rahmen der Qualifikation zur Asienmeisterschaft im Spiel gegen Kambodscha. Bei der 2:1-Niederlage wurde er in der 86. Minute für Devan Mendiola eingewechselt.

## Erfolge
Rovers FC
- Guamischer Meister: 2016/17

Ezra FC
- Laotischer Meister: 2024/25